# 獅子と太陽
獅子と太陽（ししとたいよう、ペルシア語: شیر و خورشید）は、シャムシールを前足に持った獅子（イランにおいて絶滅したインドライオン）と太陽をあしらったイランの伝統的な紋章。ペルシャ王のシンボルで、1576年から1979年までイランの国旗にも使用されていた。

## 歴史
獅子と太陽の起源はメソポタミア文明のバビロニアの占星術でのしし座のシンボルにさかのぼる。シリアではライオンは太陽の象徴であり、古代エジプトでは、デンデラ神殿に「アヒ大王は太陽の獅子、北の空に昇る獅子、太陽を担う輝かしい神」と書かれていることなどから、中東では古くからライオン=太陽のイメージがあったとみられる。
獅子と太陽のシンボルは13世紀に初めて登場し、カイホスロー2世が在位していたころのルーム・セルジューク朝のタマル・グルジュ・ハトゥンを表した1240年の貨幣に登場する。
この標章がイランの国旗に取り入れられたのはサファヴィー朝からで、イランのシンボルとして確立された。ライオンと太陽は社会、国家と宗教の2つの柱を象徴しており、イスラム教シーア派と結び付けられた。
アフシャール朝のシャーであるナーディル・シャーの紋章や旗は獅子と太陽をモチーフとしている。
ガージャール朝になるとライオンはシャムシール（曲がった刀剣）を持つようになり、上に王家を表す王冠も加えられた。1808年にガージャール朝のファトフ・アリー・シャーによって、ペルシアに功績を残した外国人を称える獅子と太陽の勲章が制定された。
1906年の憲法修正第5条では、国旗のライオンと太陽のモチーフは前足にサーベルを持ち、太陽を背景にしたライオンと制定した。そして太陽の顔が削除された。
1929年、モジタバ・ミヌヴィは獅子と太陽はテュルク系に由来すると主張し、国章を獅子と太陽から伝説的なペルシャ王室旗であるデラフシュ・カヴィアーニにすることを主張した。彼は「国家の歴史の物語をライオンと太陽の紋章に帰することはできない。なぜなら、それは古代のイスラム以前の歴史とは何の関係もないし、イラン人がそれを設計したり創造したりしたという証拠もないからだ。我々は、このトルコの残党を追い払い、我々の神話的な壮大さを象徴する旗、すなわちデラフシュ・カヴィアーニを採用した方がいいだろう。」と主張したが、彼の提案は無視された。

赤獅子太陽の旗

獅子と太陽は1979年のイラン革命で王家の象徴として公共の場から撤去され、1980年にはアッラーフを意匠化し勇敢さの象徴であるチューリップをイメージした国章、国旗となった。さらに赤十字社の十字をキリスト教の他オスマン帝国に対抗して1922年に設立され、獅子と太陽をあしらった赤獅子太陽社が赤新月社に置き換えられた。
この紋章は現在でもイスラム共和制への反対の象徴として君主主義者など一部コミュニティーで使用されている。

## ギャラリー

### イランでの用途

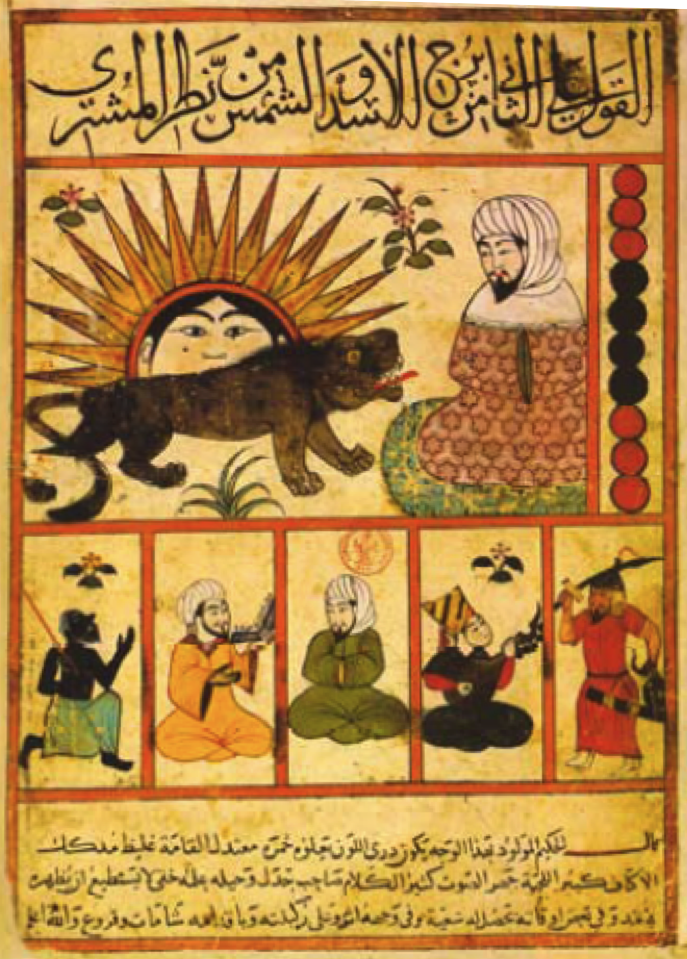
占星術に関する1300年頃の写本のサンプル
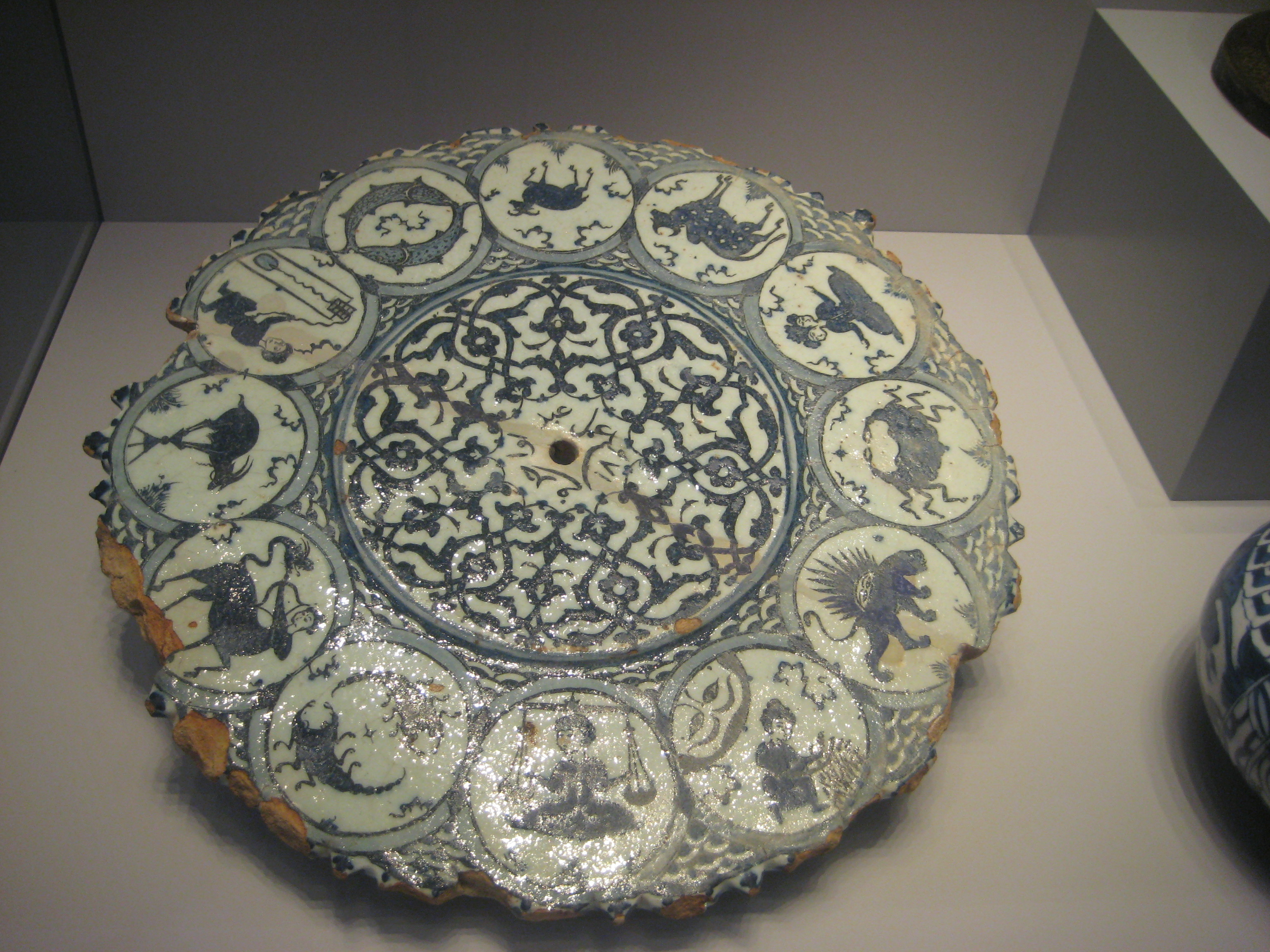
黄道十二宮の獅子と太陽のシンボル（右下）ドイツ・ペルガモン博物館
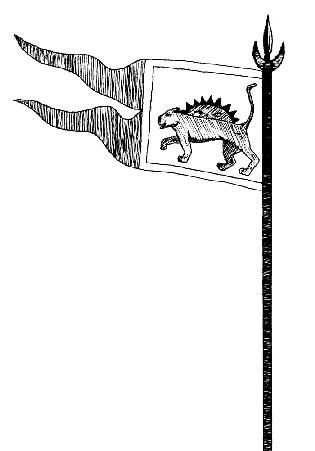
最も初期の獅子と太陽をモチーフにした旗（1423年）
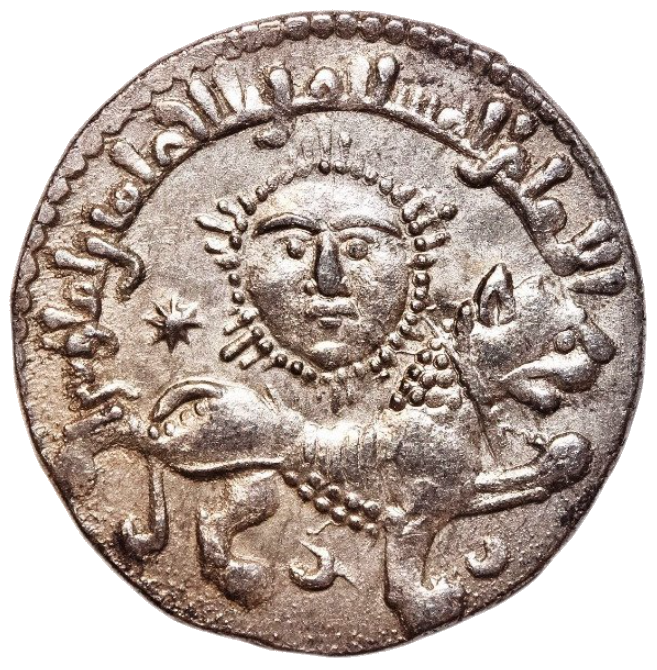
1240年のディルハム硬貨
サファヴィー朝の旗
ナーディル・シャーの旗
ザンド朝の旗
ガージャール朝の旗（1779年–19世紀）
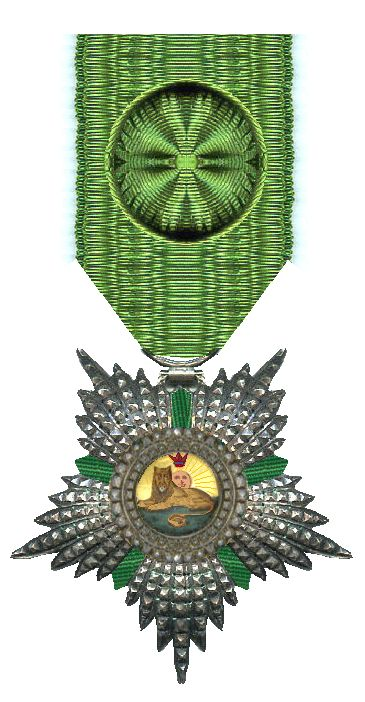
獅子と太陽の勲章
ガージャール朝の旗（1797年–1848年）
ガージャール朝の旗（1848年–1907年）
ガージャール朝の旗（1906年–1925年）
ガージャール朝の紋章（1907年–1925年）
パフラヴィー朝の旗 (1933年–1964年)
パフラヴィー朝の旗 (1964年–1979年)

### イラン以外での用途

ムガル帝国（南アジアの国）の旗
アーケル（英語版）
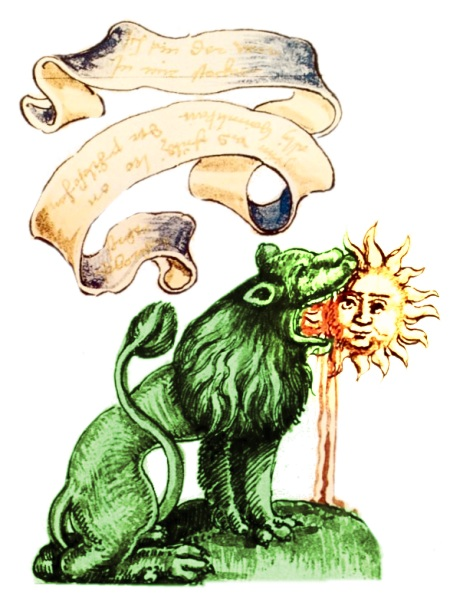
哲学者のロザリオ（英語版）の押絵
コントレクセヴィル（フランス）の紋章
アルビ（フランス）の紋章
シュアール・シュル・ムードン（英語版）（スイス）の旗
ティミシュ県（ルーマニア）の旗
エレバンの紋章（英語版）（アルメニア）